# 纳乌尔
纳乌尔6（法語：Naours，法語發音：[nauʁ]）是法国上法蘭西大區索姆省的一个市镇，属于亚眠区。

## 地理
纳乌尔（50°2'7"N, 2°16'35"E）面积16.55 平方千米，位于法国上法蘭西大區索姆省，该省份为法国北部沿海省份，北起加来海峡省和北部省，西接滨海塞纳省和大西洋英吉利海峡，南至瓦兹省，东临埃纳省。
与纳乌尔接壤的市镇（或旧市镇、城区）包括：博讷维尔、卡纳普勒、康达、弗莱塞勒、塔尔马、拉维科涅、维莱博卡日、瓦尔尼。
纳乌尔的时区为UTC+01:00、UTC+02:00（夏令时）。

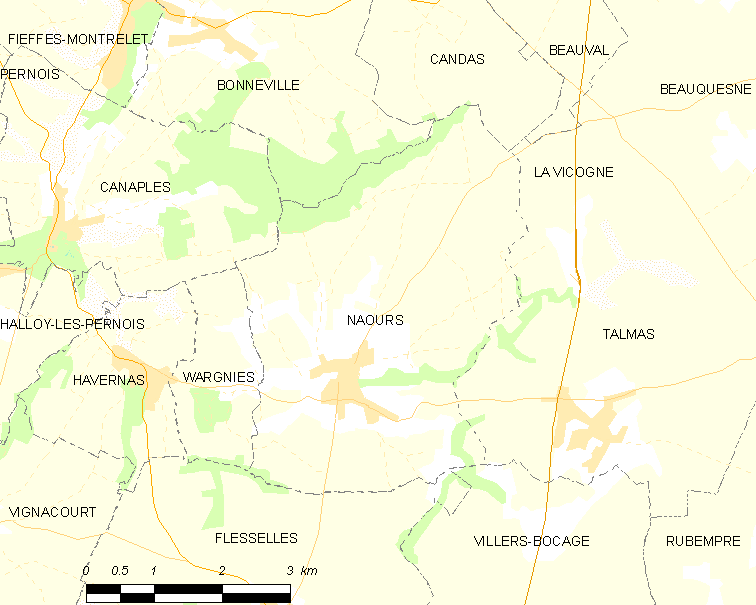
纳乌尔的OSM定位图

## 行政
纳乌尔的邮政编码为80260，INSEE市镇编码为80584。

## 政治
纳乌尔所属的省级选区为科尔比县。

## 人口

1962-2008年间纳乌尔人口变化图示

纳乌尔于2022年1月1日时的人口数量为1055人。